# Sommarlek
Sommarlek (en català seria: "Jocs d'estiu") és una pel·lícula sueca d'Ingmar Bergman, estrenada el 1951. Ha estat subtitulada al català.

## Argument
Marie, ballarina a l'Òpera d'Estocolm, aprofita l'ajornament imprevist de les repeticions del Llac dels cignes per embarcar-se cap a una petita illa prop de la capital. Allà, en una cabana a la vora de l'aigua, s'abandona als seus records i torna a veure Henrik, un jove estudiant molt enamorat d'ella. En la llum de l'estiu suec, es veuen els seus jocs amorosos. Cap a la fi de les vacances, Henrik mor cabussant-se entre les roques. Trencada per la seva desaparició, Marie coneix un il·lusori reconfort amb el seu oncle Erland.
Després d'aquest pelegrinatge, Marie torna a l'Òpera i es prepara a entrar en escena. Es maquilla davant el mirall de la seva llotja. Els anys l'han endurit. El mestre de ball li exposa llavors els grans trets de la seva filosofia: no cal viure amb els seus records, cal saber aprofitar l'instant present, estimar.
David, un periodista molt enamorat de Marie, desbarata la vigilància del conserge i aconsegueix unir-la a la seva llotja. De sobte Marie comprèn que no pot viure eternament en el passat. Acceptant compartir l'amor de David, Marie entreveu una existència nova i reconcilia l'art i la vida. Ballant, és transfigurada pel seu segon amor.

L'evocació de la felicitat hedonista, en la primera part de la pel·lícula, amb els seus banys, els seus jocs amorosos, s'acompanya d'un crit de revolta contra Déu que prefigura les grans pel·lícules metafísiques que vindran amb Ingmar Bergman. 
| « | «No crec que Déu existeixi, diu Marie, i si existeix, l'odiaré sempre... Si estigués davant meu, li escopiria a la cara» | » |

.

## Repartiment
- Maj-Britt Nilsson: Marie
- Birger Malmsten: Henrik
- Alf Kjellin: David Nyström
- Annalisa Ericson: Kaj, la ballarina
- Georg Funkquist: Oncle Erland
- Stig Olin: el mestre de ball
- Mimi Pollak: La Sra. Calwagen, la tia d'Henrik
- Renée Björling: Tia Elisabeth
- Gunnar Olsson: El sacerdot

## Al voltant de la pel·lícula
El film aporta una precisa observació de l'entorn natural, per la lluminositat de les escenes estiuenques, per la presència i la importància de la llum solar, tan fugaç al territori suec, per l'evocació d'un amor impossible que no tornarà mai. Bergman dirigeix uns personatges complexos, una història amb enormes flashbacks ben resolts, amb una admirable interpretació de Maj-Britt Nilsson, en què seria la seva penúltima col·laboració amb el cineasta. El director de fotografia, Gunnar Fischer, desenvolupa la seva tasca en total sintonia amb el director, igual que ho farà a L'estiu amb Monika (Sommaren med Monika) (1953) i Somriures d'una nit d'estiu (Sommarnattens leende) (1955).